# Jerry Siegel
Jerome Siegel (IPA: [ˈsiːgəl]; 17 tháng 10 năm 1914 - 28 tháng 1 năm 1996) là một nhà văn truyện tranh người Mỹ. Ông là người đồng sáng tạo của Superman, phối hợp với người bạn Joe Shuster, được xuất bản bởi DC Comics. Họ cũng tạo ra nhân vật Doctor Occult, sau đó được đưa vào The Books of Magic. Siegel và Shuster đã được công nhận vào Will Eisner Comic Book Hall of Fame của ngành truyện tranh vào năm 1992 và Jack Kirby Hall of Fame vào năm 1993. Cùng với Bernard Baily, Siegel cũng đồng sáng tạo nhân vật lâu đời của DC The Spectre. Siegel đã tạo ra mười thành viên sớm nhất của Legion of Super-Heroes, một trong những bộ truyện đội hình phổ biến nhất của DC, được đặt trong thế kỷ 30. Siegel cũng đã sử dụng các bút danh bao gồm Joe Carter và Jerry S.